# Sainte-Anastasie-sur-Issole
Sainte-Anastasie-sur-Issole este o comună în departamentul Var din sud-estul Franței. În 2009 avea o populație de 1.896 de locuitori.

## Evoluția populației
| An        | 1975 | 1982 | 1990  | 1999  | 2006  | 2009  |
| --------- | ---- | ---- | ----- | ----- | ----- | ----- |
| Populație | 313  | 754  | 1.205 | 1.532 | 1.775 | 1.896 |